# Nhà máy nhiệt điện Ninh Bình

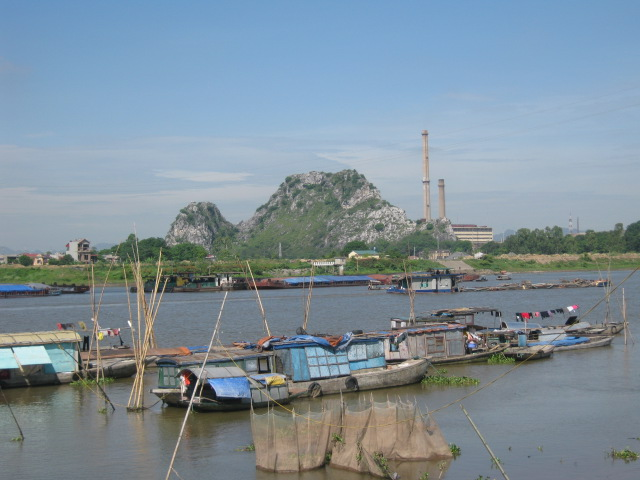
Toàn cảnh núi Ngọc Mỹ Nhân và nhà máy nhìn từ sông Đáy

Nhà máy Điện Ninh Bình (Công ty Cổ phần Nhiệt điện Ninh Bình) là đơn vị thành viên thuộc Tập đoàn Điện lực Việt Nam, nhà máy được thành lập ngày 17-1-1974. Đây là một trong số những nhà máy điện đầu tiên của Việt Nam.

## Lịch sử hình thành
Nhà máy Nhiệt điện Ninh Bình được khởi công xây dựng ngày 5/3/1971 với 4 tổ máy công suất 100 MW, tháng 5/1972 việc xây dựng nhà máy phải ngừng do Mỹ ném bom trực tiếp vào khu vực núi Cánh Diều, nơi xây dựng nhà máy. Năm 1974, Nhiệt điện Ninh Bình chính thức hòa nhập vào mạng lưới điện lực Việt Nam và trở thành một trong 3 nguồn điện chủ yếu của lưới điện miền Bắc.
Ngày 30/03/2005, Bộ trưởng Bộ Công nghiệp ra quyết định số 13/2005/QĐ-BCN-TCCB chuyển Nhà máy Nhiệt điện Ninh Bình thành Công ty Nhiệt điện Ninh Bình, là đơn vị thành viên hạch toán độc lập thuộc Tổng công ty Điện lực Việt Nam. Ngày 29/12/2006, Bộ Công nghiệp đã có Quyết định số 3954/QĐ-BCN về việc phê duyệt phương án CPH và chuyển Công ty Nhiệt điện Ninh Bình thành Công ty Cổ phần Nhiệt điện Ninh Bình.
Ngày 18/04/2007, Công ty Nhiệt điện Ninh Bình tổ chức đấu giá cổ phần lần đầu ra bên ngoài tại Trung tâm Giao dịch Chứng khoán: Hà Nội Ngày 11/12/2007, Đại hội đồng cổ đông thành lập Công ty Cổ phần Nhiệt điện Ninh Bình đã được tổ chức tại Hội trường Công ty. Đại hội đã nhất trí thực hiện đăng ký niêm yết và giao dịch cổ phiếu của Công ty trên Trung tâm Giao dịch Chứng khoán Hà Nội. Đại hội ủy quyền cho Hội đồng quản trị chỉ đạo thực hiện chủ trương và thời điểm niêm yết.
Ngày 01/01/2008 Công ty Nhiệt điện Ninh Bình chính thức hoạt động theo mô hình công ty cổ phần theo Giấy chứng nhân Đăng ký kinh doanh số 0903000161 do Sở Kế hoạch và Đầu tư tỉnh Ninh Bình cấp.
Qua hơn 30 năm hoạt động, Công ty Cổ phần Nhiệt điện Ninh Bình đã được Đảng, Nhà nước, Chính phủ Việt Nam và các ngành, các cấp trao tặng nhiều danh hiệu.

## Lĩnh vực hoạt động
Theo Giấy chứng nhận đăng ký kinh doanh số 0903000161 do Sở Kế hoạch và Đầu tư tỉnh Ninh Bình cấp ngày 31 tháng 12 năm 2007, ngành nghề kinh doanh của Công ty bao gồm:
-Sản xuất điện năng;
-Quản lý, vận hành, bảo dưỡng, sửa chữa, thí nghiệm, hiệu chỉnh thiết bị điện; nhiệt, cơ, công trình kiến trúc nhà máy điện;
-Lắp đặt hệ thống điện (đường dây và trạm biến áp);
-Sản xuất đất đèn, vật liệu xây dựng, phụ gia xi măng;
-Buôn bán máy móc, thiết bị và phụ tùng máy khác;
-Đầu tư tài chính xây dựng các dự án nguồn điện;
-Kinh doanh bất động sản;
-Lập dự án đầu tư, xây dựng, quản lý các dự án xây dựng; tư vấn, giám sát thi công lắp đặt công trình;
-Đào tạo phát triển nguồn nhân lực về quản lý, vận hành, bảo dưỡng, sửa chữa các thiết bị nhà máy điện;
-Kinh doanh các ngành nghề khác phù hợp với quy định của pháp luật.

## Thành tích
- Huân chương Độc lập hạng Nhì ngày 8/11/2013
- Huân chương Lao động Hạng nhất năm 2003
- Huân chương Lao động Hạng hai năm 1978, 1986, 1997
- Huân chương Lao động Hạng ba năm 1975, 1982
- Huân chương Chiến công Hạng ba năm 1990
- Cờ thi đua xuất sắc Chính phủ năm 2006
- Cờ thi đua xuất sắc tập đoàn 2007
- Cờ thi đua xuất sắc tỉnh Ninh Bình năm 2006
- Giải nhất giải thưởng Vifotech về ứng dụng khoa học công nghệ năm 2003
- Giải thưởng môi trường của Bộ TNMT năm 2005
- Giải thưởng thương hiệu xanh bền vững năm 2008

## Di dời khỏi thành phố
Tổng công ty phát điện 3 – Genco3 cùng Tập đoàn Wartsila Phần Lan đã đề xuất tỉnh Ninh Bình phát triển dự án nhà máy điện linh hoạt trên cơ sở thay thế nhà máy nhiệt điện than Ninh Bình. Dự kiến, nhà máy sẽ đặt tại xã Kim Đông, huyện Kim Sơn, với tổng mức đầu tư khoảng 5.600 tỷ đồng. Theo tính toán, khi đi vào vận hành, dự sẽ góp phần đảm bảo cung cấp điện cho khu vực miền Bắc, mang về ngân sách địa phương khoảng 180 tỷ đồng hàng năm. Nếu mở rộng công suất lên 1.500 MW thì tỉ lệ nộp ngân sách sẽ gia tăng tương ứng. Tập đoàn Wartsila Phần Lan đã đề xuất địa phương bổ sung vào Quy hoạch tỉnh thời kỳ 2021 - 2030 tầm nhìn 2050, kiến nghị đưa dự án vào kế hoạch thực hiện quy hoạch điện VIII.